# Антоневич-Болоз, Ян
Антоневич-Ян Болоз (пол. Jan Antoniewicz-Bołoz, 3 мая 1858, Скоморохи, ныне Чортковский район — 29 сентября 1922, г. Бад-Эльстер, Германия) — польский историк, искусствовед, литературовед армянского происхождения. Доктор философии (1880 г.). Профессор (1893). Член Академии Наук (1897 г.). Псевдоним — «Peregrinus».

## Биография
Родился 3 мая 1858 года в с. Скоморохи (Королевство Галиции и Лодомерии, Австрийская империя).
Учился в Краковском университете (1876—1880, Сначала изучал юридические науки, которые вскоре оставил в пользу изучения филологии, в основном германистики и романистики). На дальнейшее обучение выехал в Бреславский университет (1880—1882), а дальше в Мюнхенский университет (1884—1986), где работал под руководством Карла Вейнхольда, Конрада Гоффмана и Михаэля Бернайса. Для докторской диссертации была предложена тема исследования: «„Die Entstehung des Schillerschen Demetrius“».
Влекомый к красоте искусства, он познакомился за границей с художественными памятниками и занялся музыкой Вагнера, а в основном его теорией музыкальной драмы. Своё знакомство с литературой и поэзией углубил философией и эстетикой поэзии, после чего перекинулся на поле исследований художественных искусств. Именно этот путь обучения и разнообразие увлечений создал для него широкую базу для артистического суда в оценке явлений искусства.
В 1885 г. издал в «„Pamiętniku Akademji Umiejętności“» исследование: «О средневековых источниках к резьбам, находящимся на шкатулке из слоновой кости в Казне катедры на Вавеле». В 1885 году стал членом комиссии истории искусства Академии знаний.
Когда в 1892 году во Львовском университете была образована кафедра истории искусства, возглавил её в 1893 году как внештатный профессор.
В то же время он стал реставратором памятников средневекового и современного искусств, в 1897 г. членом-корреспондентом Академии Знаний, в 1898 г. обычным профессором. Организовал при своей кафедре Институт Истории Искусства, который обеспечивал в течение многих лет богатым научным аппаратом, профессиональной библиотекой, репродукциями, фотографиями и диапозитивами.
Работал руководителем кафедры истории новейшего искусства Львовского университета (1893—1922) и директором Института истории искусства (1894—1922).
Соучредитель научного общества во Львове (1920 год), основал в нём секцию истории искусства (1922 год). Исследовал вопросы теории искусства, а также историю польской литературы и искусства, в частности эпохи ренессанса и модернизма. Был членом жюри конкурсов на проект костела святой Елизаветы во Львове (1903), на проект памятника Анджею Потоцкому во Львове (1910), нового здания Львовского университета (1913).
Особенно интересовался архитектурой западноукраинских армян, в частности, в Станиславе, Снятине, Тысменице, Куты (Ивано-Франковская область).
Предполагал, что Станислав Строинский мог быть автором росписей доминиканского костела в городе Золотой Поток.

## Произведения
- Poezya polska w Ameryce (1881)
- O średniowiecznych źródłach do rzeźb, znajdujących się na szkatułce z kości słoniowej w skarbcu Katedry na Wawelu (1885)
- «Ostatni» Krasińskiego (1889)
- Ikonographisches zu Chrestien de Troyes (1890)
- Młodość Krasińskiego: próba syntezy (1891)
- Katalog der retrospectiven Ausstellung polnischer Kunst 1764—1886 (1894)
- Bohater ostatniej powieści Sienkiewicza: studyum nad «Bez dogmatu» (1896)
- Historya, filologia i historya sztuki: odczyt wygłoszony na IV Walnem Zgromadzeniu Towarzystwa filologicznego we Lwowie d. 23 maja 1896 r. (1897)
- Cele i drogi sztuki kościelnej (1897)
- O malarstwie polskiem: z powodu dzieła J. Mycielskiego (1898)
- Świątynia zagadkowa Lionarda da Vinci (1900)
- O wieczerzy Lionarda da Vinci: (Das Abendmahl Lionardos) (1904)
- Senae Triplices: uwagi o sztuce syeneńskiej i florentyńskiej z powodu «Sieny» Kazimierza Chłędowskiego (1905)
- Raz jeszcze «Nasz Raffael» (?) (1908)
- Grottger (1910)
- «Wojna» Artura Reformacka (1911)
- Stance Zygmunta Krasińskiego (1911)
- Wykład Jana Bołoza Antoniewicza Klasycy i romantycy wobec sztuki [… 15 marca 1917] (1917)
- Leonardo da Vinci: w czterechsetletnią rocznicę jego śmierci 2 maja 1519 (1919)
- «Lament» опатовский i jego twórca" (1921)